# Перехрестя (фільм, 1986)
Перехрестя (англ. Crossroads) — американська музична драма 1986 року.

## Сюжет
Роберт Джонсон великий гітарист, музикант, блюзмен, який продав душу дияволу за вміння грати на гітарі й здобуття популярності. Цей міф багато хто вважає правдою, адже, почувши один раз його музику, закохуєшся в неї назавжди. За своє життя Роберт записав 29 пісень. Але ходять чутки про те, що існує 30-та пісня, яка була записана, але втрачена. Юний гітарист Юджин, який мріє стати популярним блюзменом, хоче дізнатися, що це за пісня, вивчити її і завдяки їй стати популярним. Щоб дізнатися більше, молодий гітарист звертається до друга Роберта Джонсона, який лікується у психіатричній лікарні.

## У ролях
| Актор               | Роль            |
| ------------------- | --------------- |
| Ральф Маччіо        | Юджин Мартоне   |
| Джо Сенека          | Віллі Браун     |
| Джеймі Герц         | Френсіс         |
| Джо Мортон          | помічник Скретч |
| Роберт Джадд        | Скретч          |
| Стів Вай            | Джек Батлер     |
| Денніс Липскомб     | Ллойд           |
| Гаррі Кері молодший | бармен          |
| Джон Генкок         | шериф Тілфорд   |
| Аллан Арбус         | доктор Сантіс   |
| Гретхен Палмер      | танцівниця      |
| Аль Фанн            | лихвар          |
| Воллі Тейлор        | O.Z.            |
| Тім Расс            | Роберт Джонсон  |

## Саундтрек
| Список треків | Список треків                | Список треків |
| #             | Назва                        | Тривалість    |
| ------------- | ---------------------------- | ------------- |
| 1.            | «Crossroads»                 | 4:30          |
| 2.            | «Down In Mississippi»        | 4:28          |
| 3.            | «Cotton Needs Pickin'»       | 2:43          |
| 4.            | «Viola Lee Blues»            | 3:19          |
| 5.            | «See You In Hell, Blind Boy» | 2:18          |
| 6.            | «Nitty Gritty Mississippi»   | 2:40          |
| 7.            | «He Made A Woman Out Of Me»  | 4:16          |
| 8.            | «Feelin' Bad Blues»          | 4:15          |
| 9.            | «Somebody's Callin' My Name» | 1:59          |
| 10.           | «Willie Brown Blues»         | 3:31          |
| 11.           | «Walkin' Away Blues»         | 3:48          |
| 37:48         |                              |               |